# Rhyncomya ursina
Rhyncomya ursina är en tvåvingeart som beskrevs av Seguy 1928. Rhyncomya ursina ingår i släktet Rhyncomya och familjen Rhiniidae.
Artens utbredningsområde är Mauretanien. Inga underarter finns listade i Catalogue of Life.